# إدوارد لوفين
إدوارد لوفين (بالألمانية: Eduard Löwen) هو لاعب كرة قدم ألماني في مركزي الوسط والدفاع، ولد في 28 يناير 1997 في إيدار-أوبرشتاين في ألمانيا. شارك مع منتخب ألمانيا تحت 20 سنة لكرة القدم ومنتخب ألمانيا تحت 21 سنة لكرة القدم. أما مع النوادي، فقد لعب مع نادي آوغسبورغ ونادي كايزرسلاوترن ونادي نورنبرغ ونادي هرتا برلين.

## وصلات خارجية
- إدوارد لوفين على موقع الاتحاد الأوربي (الإنجليزية)
- إدوارد لوفين على موقع الدوري الأمريكي (الإنجليزية)
- إدوارد لوفين على موقع قاعدة بيانات كرة القدم.إي يو (الإنجليزية)
- إدوارد لوفين على موقع بيانات كرة القدم. دي إي (الألمانية)
- إدوارد لوفين على موقع Soccerway.com (الإنجليزية)
- إدوارد لوفين على موقع عالم كرة القدم.نت (الإنجليزية)
- إدوارد لوفين على موقع أوليمبيديا (الإنجليزية)
- إدوارد لوفين على موقع اللجنة الأولمبية الألمانية (الألمانية)